# Мамонтов, Константин Яковлевич
Константин Яковлевич Мамонтов (2 мая 1918, Пермская область – 17 марта 2000, г. Кунгур) – поэт-фронтовик, член Союза писателей СССР (России).

## Биография
Родился 2 мая 1918 года в с. Ашап Ординского района Пермской области в крестьянской семье. Потеряв в детстве родителей, несколько лет беспризорничал, скитался по городам России. Начал писать стихи.
В 1934 году вернулся на Урал, в городе Кунгур был принят на воспитание в учительскую семью.
В 1939 году окончил Пермский музыкально-педагогический техникум и был призван в Красную Армию.
Прошёл всю Великую Отечественную войну, воевал на Западном, Калининском, Украинском фронтах, участвовал в боях под Ржевом, освобождал Белгород.
На фронте продолжал писать стихи. В 1944 году после тяжёлого ранения попал в госпиталь, где затерялись шесть блокнотов, в которых было около трёхсот военных стихотворений.
После войны поэт работал машинистом электровоза на Урале и  считал, что военные стихи утрачены навсегда.
Но в 1960 году в издательстве «Молодая гвардия» вышел сборник «Имена на поверке», в котором была опубликована подборка утерянных стихов К. Я. Мамонтова, а их автор назван погибшим.
Как выяснилось, один из блокнотов сохранил санитар госпиталя и передал в еженедельник «Литература и жизнь», журналисты не смогли разыскать автора, решили, что он погиб и передали стихи в издательство.
Публикация военных стихов послужила стимулом к дальнейшему творчеству. В 1967 году вышел в свет первый сборник поэта «Я твой сын, Россия», отмеченный литературной премий им. Н. Островского. В 1971 году книга была переиздана в «Молодой гвардии», а в 1972 году поэт был принят в члены Союза писателей СССР.
С 1974 по 1989 год  К. Я. Мамонтов жил и работал в г. Белгороде. Принимал активное участие в литературно-общественной жизни Белгородской области.
В 1989 году вернулся в г. Кунгур.

#### Сборники стихов
- Мамонтов К. Я. Я твой сын, Россия. Стихи. – Пермь: Книжное издательство, 1967. – 74 с.
- Мамонтов К. Я. Я сын, твой, Россия! Лирический дневник. – Москва, издательство «Молодая гвардия», 1971. – 31 с.
- Мамонтов К. Я. Благодарю тебя, Отчизна! Стихи. – Воронеж: Центрально-Чернозёмное книжное издательство, 1977. – 80 с.
- Мамонтов К. Я. Навстречу жизни. Стихи. – Воронеж, Центрально-Чернозёмное книжное издательство, 1983. – 103 с.
- Мамонтов К. Я. Жизнь прожить… Стихи – Воронеж, Центрально-Чернозёмное книжное издательство, 1988. – 111 с.
- Мамонтов К. Я. Дневник. Стихи. – Пермь, Типография «Книга», 1996.
- Мамонтов К. Я. Благодарю тебя, Отчизна! Стихи. – Пермь, Издательство «Пермская книга», 1999. – 174 с.[3]

## Память
29 февраля 2008 года библиотеке № 3 г. Кунгура  присвоено имя Константина Яковлевича Мамонтова. С этого времени в городе проводится региональный конкурс-фестиваль литературно-художественного творчества школьников «Тобою, Родина, живу» им. К.Я. Мамонтова.